# Notorious B.I.G.
Notorious B.I.G. (rojstno ime Christopher George Latore Wallace), ameriški raper, * 21. maj 1972 Brooklyn, ZDA † 9. marec 1997 Los Angeles, ZDA. 
Znan je tudi pod imenom Biggie Smalls oziroma Notorious B.I.G. (Business Instead of Game oz. poslovanje namesto igre).
Rodil se je v mestu Brooklyn v New Yorku. Biggie je odraščal v koncu 80 let, ko je bila ogromna epidimija drog, saj je že pri rosnih letih preprodajal droge.
V svetu se je začel uveljavljati leta 1994, ko je izdal svoj prvi album Ready to Die, ter postal znan v New Yorški oz. East Coast aveniji, med tem, ko so bili bolj znani West Coast raperji predvsem v L.A.-ju. V času snemanja drugega albuma je sodeloval na obeh straneh East in West Coast hip hopa.
Umrl je 9. marca 1997 v neznanih okoliščinah v Los Angelesu v Kaliforniji. Njegov drugi album z dvema ploščama je bil izdan petnajst dni po njegovi smrti.